# 5353 Baillié
Az 5353 Baillié (ideiglenes jelöléssel (5353) 1989 YT) a Naprendszer kisbolygóövében található aszteroida. Oshima, Y. fedezte fel 1989. december 20-án.